# Heja Roland!
Heja Roland! är en svensk komedifilm från 1966 i regi av Bo Widerberg. Filmen bygger på hans roman Den gröna draken från 1959. I huvudrollerna ses Thommy Berggren, Mona Malm, Ulf Palme och Holger Löwenadler.

## Om filmen
Filmen hade premiär i Vaxholm den 29 juni 1966. Stockholmspremiär på biograf Anglais vid Stureplan den 19 september samma år. Heja Roland! har visats i SVT, bland annat i januari 2020 och i januari 2022.

## Rollista
- Thommy Berggren – Roland Jung
- Mona Malm – Hanna Jung, Rolands fru
- Holger Löwenadler – Waldemar Vassén
- Ingvar Kjellson – Skog
- Carl Billquist – Svensson
- Lars Göran Carlson – Mortell
- Ulf Palme – Ö.J.
- Lars Amble – Sture Lennert
- Madeleine Sundgren – Britt Lennert, Stures fru
- Eddie Axberg – Sten Hansson
- Catti Edfeldt – Catarina, tonåring
- Carl-Olof Alm – man som tipsar Roland på travet

## DVD
Filmen gavs ut på DVD 2017.